# カルカヤインコ
カルカヤインコ（（刈萱鸚哥、学名：Agapornis cana、英名：Grey-headed Lovebird または Madagascar Lovebird ）は、インコの一種。
この性的二形性のラブバードは飼い鳥として見られることはまれで、繁殖させることが難しいことで知られている。アフリカの沿岸から隔たったマダガスカル島の原産で、ラブバードの中では最小の種類である。カルカヤインコは、アフリカ大陸に起源を持たない唯一のラブバードである。マダガスカルラブバードという別名の通り、アフリカ大陸の南西に浮かぶマダガスカル島に由来する。

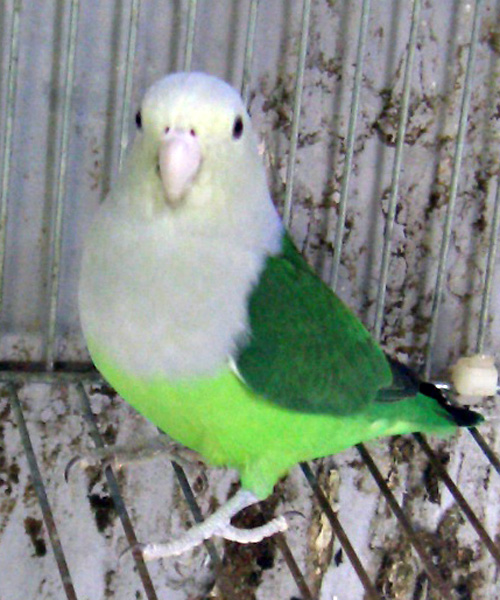
雄のカルカヤインコ

カルカヤインコはラブバードの中でも最小の種類で、その体重は通常30-36gしかない。彼らは気難しく神経質であり、どこかしらインコの仲間というよりむしろフィンチに近いように見える。その体つきからみても嘴は小型で、ほかのたいていのラブバードの大好物であるヒマワリとサフラワー(ベニバナ）のシードミックスよりもフィンチシードやカナリーシードの方を好む。
カルカヤインコは力強い飛行能力を持ち、広げた羽根はコザクラインコのそれに比べて、その体つきよりも大きく見える。カルカヤインコはきわめて迅速にやすやすと速度をかせぐことができ、スムーズに方向転換を行う。しかし飛行中はコザクラインコほどすばしこくはない。
カルカヤインコはラブバードの中では珍しい性的二形性の種の一つである。雌は全身が緑と黒で、背中と羽根がダークグリーン、尻がライトグリーン、胸が淡い緑である。風切り羽根は前縁がダークグリーンで、後縁に向かって黒に変化していく。雄も同様の色合いをしているが、頭部すべてと胸の上部だけはソフトな淡いグレーである。カルカヤインコが、時に英語で"grey-headed lovebird"という名前で呼ばれるのはこのためである。
カルカヤインコが飼育されている例はきわめてまれで、非常に限られたブリーダーたちが一世代か二世代以上の繁殖に成功しただけである。このことと、手差しで育てられた鳥ですらペットにするにはびくびくしていて神経質すぎるという事実は、飼育されているいかなるカルカヤインコもペットとして飼われるよりは繁殖のチャンスを与えられるべきであるという明白な理由となる。